# Rudolf Ludwig Mössbauer
Rudolf Ludwig Mössbauer (31. ledna 1929, Mnichov – 14. září 2011, Mnichov) byl německý fyzik, který studoval gama záření. Za výzkum rezonanční absorpce gama záření a s tím spojený objev po něm pojmenovaného jevu (1957) získal v roce 1961 společně s Robertem Hofstadterem Nobelovu cenu na fyziku.